# Pierre della Faille de Leverghem
Pierre Alexandre Barbe G. M. J. della Faille de Leverghem (Deurne, 21 juli 1906 - Tizzana (Corsica) 9 juni 1989) was een Franstalig Belgisch dichter.

## Levensloop
Jonkheer Pierre della Faille was de oudste van de zeven kinderen van Henry della Faille de Leverghem (1882-1919) en Isabelle Bosschaert de Bouwel. De familietak Della Faille de Leverghem was al verschillende generaties in Antwerpen en omliggende gemeenten gevestigd.
Hij studeerde wijsbegeerte en letteren aan de Facultés Universitaires de la Paix in Namen en vervolgde met rechtenstudies in Leuven, zonder die evenwel af te maken.
In 1929 trouwde hij in Gent met Françoise de Séjournet de Rameignies (Gent, 1 februari 1908 - Ukkel 19 januari 2000) en ze kregen drie zoons. 
Van 1935 tot 1940 was hij actief in het Antwerpse culturele leven en leidde 'Le Foyer de l’Art', een centrum dat onder meer muziekwedstrijden organiseerde en toneelvoorstellingen gaf.
Hij was ook secretaris van het Comité voor de provincie Antwerpen van de Vereniging van de Adel, secretaris van de redactieraad van het Bulletin van de Vereniging van de Adel, en medewerker aan het tijdschrift 'Le Parchemin', bij de stichting in 1936.
In 1948 maakte hij kennis met de Hongaarse Isabelle Vital die zijn poëtische muze werd. Hij vervreemdde van zijn gezin, hoewel de juridische scheiding met zijn vrouw pas in 1976 zou bezegeld worden.
Met zijn vriendin verliet hij België in 1963 en vestigde zich in Corsica waar ze samen als kluizenaars leefden.

## Dichter
Della Faille werd gecatalogeerd als dichter van de revolte, een anarchist die schrijft in een bijtende stijl, bitter, onstuimig en verwoestend. 
Als eenzaat publiceerde hij zijn poëzie in proza bij kleine en efemere uitgevers. Het waren als pamfletten tegen de ontgoochelingen en de misère van deze tijd. Hij was een man van protesten, en deed dit met grote verbetenheid. Een particulier genre dat niet iedereen aanspreekt maar dat de aandachtige lezer beroert.
Hij vertaalde ook Hongaarse dichters in het Frans, onder meer Minka Czóbel, Milán Füst en Gyula Illyés.
Hoewel hij buiten de literaire kringen bleef, werd hem voor 1968-1971 de Driejaarlijkse Staatsprijs voor Poëzie toegekend.

## Publicaties
- Regarde l'eau noire, 1953
- Migrations, 1955
- Sa majesté l'écorché, 1956
- Volturno, 1958
- L'homme inhabitable, 1961
- Autopsie de Sodome, 1964
- Le grand alléluia, 1966
- Mise à feu, 1968
- Usa/Sos, 1973
- Folie robot, 1974
- Cobalt John, 1977
- Le mythe de Gold Archibald, 1979
- Le poète en lambeaux, 1986
- Espace pour une métapoésie, 1986
- Jean de la Faute, Bruxelles, Le Cormier, 1998
- Le poète retiré, anthologie, 2008

## Archief
- Centre International d'Études Poétiques, Brussel, Fonds Pierre della Faille